# Enbridge

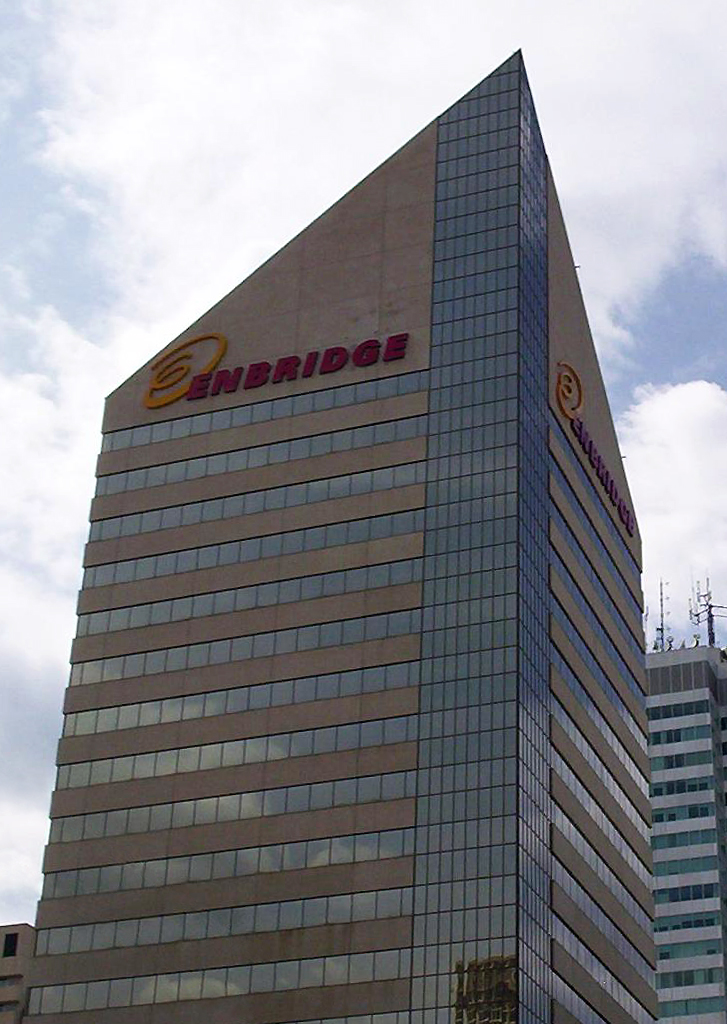
Enbridge Gebäude in Edmonton, Alberta

Enbridge ist ein börsennotiertes Unternehmen aus Kanada mit Firmensitz in Calgary, das in Kanada und den USA das weltgrößte Rohöl- und Flüssigkeiten-Pipeline-System betreibt. Das Leitungssystem hat eine Länge von 13.500 km und transportiert täglich rund 2 Millionen Barrel. Das Unternehmen ist im Aktienindex S&P/TSX 60 gelistet.
Das Unternehmen wurde als Interprovincial Pipe Line 1949 gegründet und heißt seit 1998 Enbridge Pipelines.

## Aktivitäten
Enbridge betreibt das weltweit größte Pipelinesystem in Kanada und den USA. Dem Unternehmen gehört Enbridge Pipelines Inc.
und wird von diesem auch betrieben. Des Weiteren verfügt das Unternehmen über einen 27 % Anteil an Enbridge Energy Partners, L.P. zu dem Lakehead Systems in den USA gehört. Das System wird seit den 60er Jahren betrieben und hat eine Länge von 13.500 km. Täglich werden über 2 Millionen Barrel durch das System gepumpt.
Enbridge verfügt über ein großes Vertriebsunternehmen. Enbridge Gas Distribution vermarktet Erdgas an gewerbliche und private Haushalte sowie Wiederverkäufer in Ontario, Quebec und dem US-Bundesstaat New York. Enbridge versorgt somit mehr als 2 Millionen Konsumenten.
Die Pipelines von Enbridge erlauben eine Umgehung der gescheiterten Keystone-XL-Pipeline. Rohöl aus dem Abbau der Athabasca-Ölsande wird in großem Umfang von Enbridge zu Raffinerien im Osten und Süden der USA transportiert.

### Pipelines
Erdöl:
- Norman Wells (Northwest Territories)–Zama City (Alberta)
- Blaine (Washington)–Portland (Oregon)
- Alberta–Chicago (Ölsandpipeline): Fort McMurray–Cheecham–Edmonton/Hardisty–Kerrobert–Regina–Cromer–Gretna–Clearbrook (Minnesota)–Superior (Wisconsin)–Chicago
  - Abzweig Superior–Toledo (Ohio)
- Montreal–Toronto–Sarnia–Chicago
  - Abzweig nach Buffalo
- Chicago–Patoka (Illinois) (Pipeline-Knotenpunkt)
- Chicago–Flanagan–Cushing (Oklahoma)–Freeport (Texas) (Hafenterminal)
- Wood River (Illinois)–Cushing (Oklahoma)

Erdgas:
- British Columbia–Chicago–Sarnia

### Projekte
Bis 2017 will Enbridge sein regionales Pipelinenetz in Alberta reorganisieren. Bis 2019 soll die 991 km lange Sandpiper-Pipeline von der Bakken-Formation nach Superior in Wisconsin gebaut werden.

### Erneuerbare Energie
Enbridge ist an vier großen Windparks beteiligt. Diese befinden sich in den Provinzen Alberta, Saskatchewan und Ontario. Diese erzielen in Kombination eine Leistung von 260 Megawatt. 2009 wurde ein Solarzellenpark in Sarnia, Ontario eröffnet, der eine Leistung von 80 Megawatt erzielt. Das Unternehmen investierte in den Jahren 2009 und 2010 in die Talbot und Greenwich Energieprojekte.
Anfang 2017 beteiligte sich Enbridge mit 49,9 % an dem geplanten Offshore-Windpark Hohe See in der Nordsee.